# Ketty Lester
Pour les articles homonymes, voir Lester.
Ketty Lester, née le 16 août 1934 à Hope (Arkansas), est une chanteuse de jazz et de musique soul ainsi qu'une actrice américaine. En 1962, elle accède à la notoriété par son interprétation de la chanson Love Letters puis par son incarnation du rôle d'Hester Sue Terhune dans la série télévisée La Petite Maison dans la prairie.

## Biographie

### Jeunesse et formation
Ketty Lester est née Revoyda Frierson est l'une des quinze enfants d'une famille de métayers. Ses talents pour le chant l'ont amenée à chanter à l'église et dans les chorales scolaires. Après ses études secondaires elle obtient un bourse pour étudier la musique au City College of San Francisco en Californie.

### Carrière
Durant ses études à San Francisco, elle commence à chanter professionnellement dans la discothèque The Purple Onion (en) sous le nom de scène de Ketty Lester. puis elle chante dans des clubs de jazz tels que le Village Vanguard à New York puis dans divers clubs de la côte est, elle est remarquée par Cab Calloway qui l'embauche comme chanteuse au sein de son big band pour une tournée en Europe,.
Le 26 décembre 1957, à l'âge de vingt-deux ans, elle est candidate à l'émission de télévision  You Bet Your Life (en), animée par Groucho Marx. Après avoir commenté sa beauté, Groucho Marx lui demande de chanter une chanson, elle interprète You Do Something to Me de Cole Porter accompagnée par l'orchestre du spectacle. Après une ovation du public, Marx a déclaré : « Vous allez bientôt devenir l'une de nos meilleures stars - très peu de gens peuvent chanter aussi hot. »
Après son premier single, Queen for a Day de 1962 enregistré sous le label Everest Records (en), elle enregistre sous le label Era Records (en) I'm a Fool to Want You, avec sur l'autre face Love Letters. C'est Love Letters sur la face B qui a fait sensation, en restant au cinquième rang des charts pendant 14 semaines en 1962,,,,.
Sous contrat chez RCA, elle enregistré des singles comme But Not for Me de George Gershwin et Ira Gershwin, You Can't Lie to a Liar, This Land Is Your Land de Woody Guthrie. 
Son enregistrement de 1966 de When a Woman Loves a Man est une réplique au succès de Percy Sledge When a Man Loves a Woman.
En 1962, elle part en tournée avec les Everly Brothers. Avec son nom mal orthographié comme « Kitty », elle a été nommée pour un Grammy Award en 1962 en tant que meilleure performance vocale féminine, en compétition avec Lena Horne, Peggy Lee et Ella Fitzgerald (Fitzgerald a gagné).
Pendant ses études universitaires à San Francisco, Ketty Lester a participé à un groupe de théâtre de l'université de Californie à Berkeley. En 1964, elle lie ses compétences d'actrice à celle de chanteuse en jouant  dans le Off-Broadway la comédie musicale Cabin in the Sky, pour laquelle elle a remporté un Theatre World Award,. 
Lester joue dans différents films comme Up Tight (1968), Uptown Saturday Night (1974), Prisoner of Second Avenue (1975) et Blacula en 1972, premier film d'horreur du genre blaxploitation.
De 1975 à 1977, Ketty Lester joue le rôle de Helen Grant dans le soap opéra Des jours et des vies . Elle est surtout connue pour son travail à la télévision en tant que habituée de la série télévisée La Petite Maison dans la prairie de Michael Landon  où de 1978 à 1983, elle tient le rôle de Hester-Sue Terhune, enseignante d'une école pour aveugles.
En 1984, Ketty Lester a sorti un album de musique sacrée, I Saw Love,,.

## Filmographie (sélection)

### Cinéma
- 1963 : Just for Fun (film) (en) de Gordon Flemyng
- 1968 : Point noir de Jules Dassin : Alma
- 1972 : Blacula, le vampire noir, de William Crain : Juanita
- 1974 : Uptown Saturday Night (en) de Sidney Poitier : Irma Franklin
- 1978 : Battered, de Peter Werner : Helen
- 1993 : Percy & Thunder (en) d'Ivan Dixon : Grandma Katie
- 1993 : Street Knight (en) d'Albert Magnoli : Lucinda
- 1994 : House Party 3 (en) d'Eric Meza : Tante Lacy
- 1994 : Jack Reed: A Search for Justice de Brian Dennehy : Barbara
- 1997 : Runaway Car de Jack Sholder : Willie Mae

### Séries Télévisées

#### Rôles récurrents
- 1975 / 1983 : La Petite Maison dans la prairie, série créée par Michael Landon :  Hester Sue Terhune et dans la saison 4 épisode 10, rôle de la femme de Joe Kaggan, le boxeur
- 1983 : Capitaine Furillo, série créée par  Michael Kozoll et Steven Bochco : Mrs. Tatum
- 1987 : Webster (TV series) (en), série créée par Stu Silver : Grace
- 1988 : Hôpital St Elsewhere, série créée par Joshua Brand (en) et John Falsey (en) : Martha
- 1989 : Code Quantum, série créée par Donald P. Bellisario : Myrtle
- 1989 : Dans la chaleur de la nuit (série télévisée), série créée par John Ball : Hannah

#### Rôles ponctuels
- 1969 : Les Arpents verts, série créée par Jay Sommers : une réceptionniste
- 1973 : Sanford and Son, série crée Norman Lear et Bud Yorkin : Judy
- 1974 : Docteur Marcus Welby, série créée par David Victor : Thelma Walters
- 1975 : Les Rues de San Francisco, série crée par Edward Hume (en) : une prostituée
- 1977 : La Famille des collines, série crée par Earl Hamner Jr.: Mrs. Thomas
- 1982 : Happy Days (série télévisée), série crée par Garry Marshall : Annie

## Discographie (sélection)

### Albums
- 1962 : Love Letters, label : ERA Records,
- 1964 : The Soul Of Me, label : RCA records,
- 1965 : Where Is Love ?, label : RCA Records,
- 1966 : When A Woman Loves A Man, label : Tower Records,
- 1969 : Ketty Lester, label : Records By Pete,
- 1974 : In Concert, label : Sheffield Lab Recordings,
- 1984 : I Saw Love, label : Mega Records (en).

### Singles
- 1962 : Queen For A Day, label : Everest Records (en),
- 1962 : You Can't Lie To A Liar / River Of Salt, label : Everest Records,
- 1962 : This Land Is Your Land / Love Is For Everyone, label : Era Records (en),
- 1962 : But Not For Me, label : Era Records,
- 1962 : Love Letters, label : Era Records,
- 1963 : Lullaby For Lovers, label : Era Records,
- 1964 : You Go Your Way (And I'll Go Crazy) / Variations On A Theme By « Bird », label : RCA Records,
- 1965 : West Coast, label : Capitol Records,
- 1966 : When A Woman Loves A Man, label : Capitol Records,
- 1974 : Prisoner Of Love/Show Me, label : Records By Pete,

## Autobiographie
- (en-US) Ketty Lester, From The Cotton Fields To Grammy Nominated "Love Letters" to Little House on the Prairie, Elite Publishing House, 20 avril 2020, 240 p. (ISBN 9780578662336),

## Prix et distinctions
- 1964 : lauréate du Theatre World Awards, pour sa contribution à la comédie musicale Cabin in the Sky de Vernon Duke et John La Touche (en)[9],[13],